# 敷誠一
敷 誠一（しき せいいち）は、日本の漫画家。

## 作品リスト
- はと塾（『ガンガンパワード』2004年秋季号）
- コイバナ⁴（『ガンガンパワード』2005年冬季号）
- あおいろ家族（月刊ガンガンWING）
- 藤村くんメイツ（ガンガンONLINE、全8巻）
- 相沢さん増殖（ガンガンONLINE、全5巻）
- 予知能力まんが・九能ちよ（マンガUP!、全3巻）
- カノジョの妹とキスをした。（マンガUP!、既刊1巻） - 構成を担当